# Rifugio Luigi Vaccarone
Il rifugio Luigi Vaccarone è un rifugio situato nel comune di Giaglione (TO), in Val di Susa, nelle Alpi Cozie, a 2.747 m s.l.m..

## Storia
Il rifugio, costruito nel maggio del 1900, è dedicato a Luigi Vaccarone.
Luigi Vaccarone ( 1849-1902 ), iscritto al Club Alpino Italiano nel 1873, con le sue ricerche e relazioni viene indicato come il primo vero storico dell'alpinismo italiano. Assieme ad Alessandro Martelli pubblicò la prima vera guida alpinistica italiana.

## Caratteristiche e informazioni
Il rifugio è stato riaperto al pubblico nel giugno 2012 dopo la chiusura avvenuta nel 1997, sotto la gestione del CAI di Chiomonte.

## Accessi
- Da Exilles: con la carrozzabile del vallone di Galambra si raggiunge la località Grange della Valle (1769 m - ampio parcheggio in prossimità del ponte). Di qui la strada ora sterrata prosegue ancora un paio di tornanti, fino alla quota del rifugio Levi Molinari (1849 m), che si trova a sinistra nel bosco di larici. Prendere a destra la mulattiera ex-militare, che conduce ad una conca di pascoli ove si trova la fontana di S. Giovanni (2055 m), poi si inerpica a tornanti per ampi pendii aperti, fino al poco evidente passo Clopacà (m. 2750). Dal colle si scende leggermente verso la valle Clarea; poco oltre si tralascia il bivio che scende nel vallone del Tiraculo, per continuare a mezza costa in direzione nord, per chine dapprima erbose e poi detritiche, in ultimo per cresta morenica si sale in direzione del lago dell'Agnello (2768 m) ed in breve al Rifugio (h. 4.00). In quest'ultimo tratto l'orientamento è complesso in caso di nebbia.
- Da Giaglione: salendo in direzione del colle del Moncenisio, imboccare a sinistra la strada della valle Clarea, inoltrarsi fin poco oltre il bacino artificiale, in località Case Goranda (m. 1100), quindi attraversare il torrente Clarea e per mulattiera raggiungere l'Alpe del Tiraculo (m. 1392), quindi le Grange Valentino (m. 1964), e poco a sopra il guado sul Rio Tiraculo (m. 2020), ora il sentiero prosegue in salita fino all'unione con quello proveniente dal passo Clopacà. Quindi si continua a mezza costa in direzione nord, per chine dapprima erbose e poi detritiche, in ultimo per cresta morenica si sale in direzione del lago dell'Agnello (2768 m) ed in breve al Rifugio. (h. 5.30)
- Da Chiomonte: accesso interessante e storico, già per il sol fatto di una visita al Pertus de Romean. È una galleria di circa 500 metri di lunghezza, scavata a mano nel 1500 da Colombano Romean, per portare l'acqua del vallone Tiraculo alle regioni Ramà e Cels. Per carrozzabile in direzione delle frazioni Ramats, quindi voltare per il Cels, dopo circa 1,5 km imboccare la carrozzabile a fondo cattivo che conduce alle Grange del Guy (m. 1366). Qui parte la mulattiera che con ampi tornati sale alle Grange Pertuso e quindi allo sbocco del traforo di Thuille (m. 1980), da cui verso destra alla cima Quattro Denti di Chiomonte (m. 2100). Una breve discesa porta alle Grange Thuille (m. 2024) ed al guado sul rio Tiraculo; da qui il sentiero prosegue in salita fino all'unione con quello proveniente dal passo Clopacà. Quindi si continua mezza costa in direzione nord, per chine dapprima erbose e poi detritiche, in ultimo per cresta morenica si sale in direzione del lago dell'Agnello (2768 m) ed in breve al Rifugio (h. 5.00).
- Dal colle del Piccolo Moncenisio: da Susa con la Strada statale 25 del Moncenisio fino all'omonimo colle, poi per strada secondaria raggiungere il colle del Piccolo Moncenisio (m. 2182). Da qui lungo il vallone delle Savine e il lago delle Savine sino a raggiungere il colle Clapier; dal colle, su buon sentiero, dapprima perdendo un centinaio di metri, toccare i laghi del Clapier, quindi superando la barriera del Gias raggiungere il rifugio Vaccarone (4.00 h dal Piccolo Moncenisio).

## Ascensioni
- Rocca d'Ambin - 3.377 m
- Punta Ferrand - 3.348 m
- Denti d'Ambin - 3.371 m
- Monte Niblè - 3.365 m

## Traversate
- Rifugio Levi Molinari - 1.850 m
- Rif. Vaccarone - monte Niblè - colle d'Ambin - Punta Sommeiller - Bardonecchia
- Rif. Vaccarone - monte Nible - colle d'Ambin- Sommeiller - passo del Galambra
- Rif. Vaccarone - colle Clapier- Val Clarea
- Rif. Vaccarone - colle Clapier - Monte Giusalet